# Lista de prêmios e nomeações recebidos por NSYNC
 Esta é uma lista de prêmios recebidos pelo grupo pop americano NSYNC .  O grupo ganhou três American Music Awards, cinco Billboard Music Awards , sete MTV Video Music Awards e recebeu oito indicações ao Grammy .  Além disso, eles receberam duas certificações RIAA Diamond .  O NSYNC recebeu uma estrela na Calçada da Fama de Hollywood em abril de 2018.

## American Music Awards
O American Music Awards é um show anual de prêmios de música americana, criado por Dick Clark em 1973.
| Ano  | Nomeado / trabalho    | Prêmio                               | Resultado |
| ---- | --------------------- | ------------------------------------ | --------- |
| 1999 | NSYNC                 | Favorite Pop/Rock New Artist         | Ganhou    |
| 2000 | NSYNC                 | Favorite Pop/Rock Band, Duo or Group | Nomeado   |
| 2001 | NSYNC                 | 'Internet Fans' Artist of the Year   | Ganhou    |
| 2001 | "No Strings Attached" | Favorite Pop/Rock Album              | Nomeado   |
| 2001 | NSYNC                 | Favorite Pop/Rock Band, Duo or Group | Nomeado   |
| 2002 | NSYNC                 | Favorite Pop/Rock Band, Duo or Group | Ganhou    |
| 2002 | "Celebrity"           | Favorite Pop/Rock Album              | Nomeado   |

## Billboard Music Awards
O Billboard Music Awards é uma homenagem dada pela Billboard , uma publicação e um gráfico de popularidade musical cobrindo o negócio da música.
| Ano  | Nomeado / trabalho    | Prêmio                                                        | Resultado |
| ---- | --------------------- | ------------------------------------------------------------- | --------- |
| 2000 | "No Strings Attached" | Album of the Year                                             | Ganhou    |
| 2000 | "No Strings Attached" | Special Award for biggest one-week sales ever of an album     | Ganhou    |
| 2000 | NSYNC                 | Top 40 Artist of the Year                                     | Ganhou    |
| 2000 | NSYNC                 | Albums Artist Duo/Group of the Year                           | Ganhou    |
| 2001 | NSYNC                 | Albums Artist of the Year                                     | Nomeado   |
| 2001 | NSYNC                 | Albums Artist Duo/Group of the Year                           | Nomeado   |
| 2001 | "Celebrity"           | Special Award for biggest one-week sales for an album in 2001 | Ganhou    |

## Blockbuster Entertainment Awards
O Blockbuster Entertainment Awards foi uma cerimônia de premiação de filmes, fundada pela Blockbuster Inc. , que decorreu de 1995 a 2001.
| Ano  | Nomeado / trabalho  | Prêmio                     | Resultado |
| ---- | ------------------- | -------------------------- | --------- |
| 1999 | NSYNC               | Favorite New Artist        | Ganhou    |
| 2000 | "Music of my Heart" | Favorite Song from a Movie | Ganhou    |
| 2001 | No Strings Attached | Favorite CD                | Ganhou    |
| 2001 | "Bye, Bye, Bye"     | Favorite Single            | Ganhou    |
| 2001 | NSYNC               | Favorite Group of the Year | Nomeado   |
| 2001 | NSYNC               | Favorite Pop Group         | Ganhou    |

## Grammy Awards
Os prêmios Grammy são concedidos anualmente pela Academia Nacional de Artes e Ciências de Gravação .  NSYNC recebeu 8 nomeações, incluindo Registro do Ano .
| Ano  | Nomeado / trabalho                             | Prêmio                                             | Resultado |
| ---- | ---------------------------------------------- | -------------------------------------------------- | --------- |
| 2000 | "Music of My Heart"                            | Best Pop Collaboration with Vocals                 | Nomeado   |
| 2000 | "God Must Have Spent a Little More Time on You | Best Country Collaboration with Vocals             | Nomeado   |
| 2001 | "Bye Bye Bye"                                  | Record of the Year                                 | Nomeado   |
| 2001 | "Bye Bye Bye"                                  | Best Pop Performance by a Duo or Group with Vocals | Nomeado   |
| 2001 | "No Strings Attached"                          | Best Pop Vocal Album                               | Nomeado   |
| 2002 | "Gone"                                         | Best Pop Performance by a Duo or Group with Vocals | Nomeado   |
| 2002 | "Celebrity"                                    | Best Pop Vocal Album                               | Nomeado   |
| 2003 | "Girlfriend"                                   | Best Pop Performance by a Duo or Group with Vocals | Nomeado   |

## Mnet Asian Music Awards
O Mnet Asian Music Awards é uma cerimônia de premiação musical sul-coreana apresentada anualmente pela companhia de entretenimento CJ E &amp; M. Mnet Asian Music Awards
| Ano  | Nomeado / trabalho | Prêmio                       | Resultado |
| ---- | ------------------ | ---------------------------- | --------- |
| 2001 | "Pop"              | Melhor Artista Internacional | Ganhou    |

## MTV Europe Music Awards
O MTV Europe Music Award é um prêmio concedido pela Viacom International Media Networks para homenagear artistas e música na cultura pop .
| Ano  | Nomeado / trabalho | Prêmio     | Resultado |
| ---- | ------------------ | ---------- | --------- |
| 2000 | NSYNC              | Melhor Pop | Nomeado   |
| 2001 | NSYNC              | Melhor Pop | Nomeado   |

## MTV Video Music Awards
O MTV Video Music Award é um prêmio apresentado pelo canal a cabo MTV para homenagear o melhor do meio de videoclipe .
| Ano  | Nomeado / trabalho | Prêmio                         | Resultado |
| ---- | ------------------ | ------------------------------ | --------- |
| 2000 | "Bye Bye Bye"      | Vídeo do ano                   | Nomeado   |
| 2000 | "Bye Bye Bye"      | Escolha do espectador          | Ganhou    |
| 2000 | "Bye Bye Bye"      | Melhor vídeo em grupo          | Nomeado   |
| 2000 | "Bye Bye Bye"      | Melhor vídeo pop               | Ganhou    |
| 2000 | "Bye Bye Bye"      | Melhor Dance Video             | Nomeado   |
| 2000 | "Bye Bye Bye"      | Melhor coreografia em um vídeo | Ganhou    |
| 2001 | "Pop"              | Melhor vídeo em grupo          | Ganhou    |
| 2001 | "Pop"              | Melhor Dance Video             | Ganhou    |
| 2001 | "Pop"              | Melhor vídeo pop               | Ganhou    |
| 2001 | "Pop"              | Escolha do espectador          | Ganhou    |
| 2001 | "Pop"              | Vídeo inovador                 | Nomeado   |
| 2001 | "Pop"              | Melhor edição em um vídeo      | Nomeado   |
| 2002 | "Gone"             | Vídeo do ano                   | Nomeado   |
| 2002 | "Girlfriend"       | Melhor vídeo em grupo          | Nomeado   |
| 2002 | "Girlfriend"       | Melhor vídeo pop               | Nomeado   |

## MuchMusic Video Awards
Os Prêmios de Vídeo MuchMusic são prêmios anuais apresentados pelo canal de televisão canadense Much para homenagear os melhores videoclipes do ano .
| Ano  | Nomeado / trabalho | Prêmio                                       | Resultado |
| ---- | ------------------ | -------------------------------------------- | --------- |
| 2000 | "Bye Bye Bye"      | Peoples Choice: Favorite International Group | Ganhou    |

## Nickelodeon Kids' Choice Awards
O Nickelodeon Kids 'Choice Awards é um show de cerimônia de premiação para crianças americanas produzido pela Nickelodeon .
| Ano  | Nomeado / trabalho                | Prêmio                     | Resultado |
| ---- | --------------------------------- | -------------------------- | --------- |
| 1999 | NSYNC                             | Favorite Music Group       | Ganhou    |
| 2000 | NSYNC                             | Favorite Music Group       | Nomeado   |
| 2000 | "Music of My Heart"               | Favorite Song from a Movie | Nomeado   |
| 2001 | NSYNC                             | Favorite Singing Group     | Nomeado   |
| 2001 | "Bye Bye Bye"                     | Favorite Song              | Nomeado   |
| 2002 | NSYNC                             | Favorite Singing Group     | Nomeado   |
| 2002 | "Pop"                             | Favorite Song              | Nomeado   |
| 2003 | NSYNC                             | Favorite Music Group       | Nomeado   |
| 2003 | "Girlfriend (The Neptunes Remix)" | Favorite Song              | Nomeado   |

## People's Choice Awards
O People's Choice Awards é uma premiação americana, reconhecendo as pessoas e o trabalho da cultura popular , votada pelo público em geral .
| Ano  | Nomeado / trabalho | Prêmio                         | Resultado |
| ---- | ------------------ | ------------------------------ | --------- |
| 2001 | NSYNC              | Favorite Musical Group or Band | Ganhou    |
| 2002 | NSYNC              | Favorite Musical Group or Band | Ganhou    |

## Teen Choice Awards
O Teen Choice Awards é uma premiação anual que vai ao ar pela rede de televisão Fox .
| Ano  | Nomeado / trabalho    | Prêmio                          | Resultado |
| ---- | --------------------- | ------------------------------- | --------- |
| 2000 | "Bye Bye Bye"         | Choice Music: Summer Song       | Ganhou    |
| 2000 | "Bye Bye Bye"         | Choice Music: Video             | Ganhou    |
| 2000 | "Bye Bye Bye"         | Choice Music: Single            | Ganhou    |
| 2000 | "Bye Bye Bye"         | Choice Music: Pop Group         | Ganhou    |
| 2000 | "No Strings Attached" | Choice Music: Album             | Nomeado   |
| 2001 | "Pop"                 | Choice Music: Single            | Ganhou    |
| 2001 | "Celebrity"           | Choice Music: Album             | Ganhou    |
| 2001 | NSYNC                 | Choice Music: Pop Group         | Nomeado   |
| 2001 | "This I Promise You"  | Choice Music: Love Song         | Nomeado   |
| 2002 | "Girlfriend"          | Choice Music: Single            | Ganhou    |
| 2002 | "Girlfriend"          | Choice Music: Hook Up           | Ganhou    |
| 2002 | "Girlfriend"          | Choice Music: R&B/Hip-Hop Track | Nomeado   |
| 2002 | "Gone"                | Choice Music: Love Song         | Nomeado   |